# Robert Nagy (navigateur)
Pour les articles homonymes, voir Robert Nagy et Nagy.
Robert Nagy est un navigateur et un skipper professionnel français, né le 27 mars 1963 à Saint-Vallier (Saône-et-Loire).

## Biographie
Il habite à La Ciotat dans les Bouches du Rhône. Il est père de trois enfants
Il est devenu breton où il vit et diffuse un matériel nautique ... 

## Palmarès
- 5 fois champion du monde de planche à voile (1982, 1983, 1984, 1985 et 1986)
- Sélectionné Olympique pour les Jeux de Séoul en 1988
- 2 fois champion d'Europe de planche à voile
- 7 victoires en semaine pré-olympique de planche à voile et Tornado
- 2006 : 27e de la Solitaire Afflelou Le Figaro - 19e de la Solitaire de la Méditerranée - 16e de la Course des Falaises
- 2007 : 13e du Trophée BPE St-Nazaire/Cienfuegos